# Брюн (порода)
Брюн (фр. Brune — бура), або бура французька (колишня назва — бура альпійська, фр. brune des Alpes, італ. Bruna Alpina) — порода великої рогатої худоби молочного напряму. Виведена у 19 столітті у Франції схрещуванням місцевої худоби зі швіцькою худобою. Племінну книгу відкрито у 1911 році.

## Історія
Вперше худобу швіцької породи було завезено до Франції у 1786 році у прилеглі до Швейцарії райони. Її використовували для поліпшення місцевої худоби. Імпорт швіцької худоби припинився під час Французької революції і був відновлений лише в 1827 році.

## Опис
Масть тварин від мишастої до бурої. Середній зріст у холці бугаїв і корів становить 145—155 см. Жива маса бугаїв 1000—1100 кг, корів — 650—750 кг. У віці 18 місяців худоба досягає ваги 350 кг. Середньорічні надої становлять 8861 кг (7242 кг) молока жирністтю 4,13 % (3,93 %). Багатий вміст білків у молоці робить його доброю сировиною для виробництва якісних сирів. Селекція в породі ведеться у напрямку збільшення вмісту білку в молоці. Тварини також мають відмінну здатність адаптуватися до клімату теплих районів.

## Поширення
Порода поширена у Франції, головним чином на території Окситанії (в межах колишнього регіону Південь-Піренеї), Оверні, Бургундії, Бретані й Пеї-де-ла-Луар. Налічується 29295 корів цієї породи, що утримуються у 1065 стадах. До племінної книги записано 10246 корів.

## Виноски
1. 1 2 3 4 5 6 7  French Brown. // Valerie Porter, Lawrence Alderson, Stephen J.G. Hall, D. Phillip Sponenberg (2016). Mason's World Encyclopedia of Livestock Breeds and Breeding [Архівовано 21 грудня 2016 у Wayback Machine.] (sixth edition). Wallingford: CABI. — P. 178. ISBN 9781780647944. (англ.)
2. ↑   Arnaud Dejardin, Contribution à l'étude de la race Brune des Alpes en France : évolution et perspectives d'avenir, Thèse d'exercice, École Nationale Vétérinaire de Toulouse, 2003, 131 p. — p. 42. (фр.)
3. 1 2  Race bovine Brune. Сайт "Races de France" http://www.racesdefrance.fr. Races de France. Архів оригіналу за 29 грудня 2016. Процитовано грудень 2016. {{cite web}}: Зовнішнє посилання в |work= (довідка) [Архівовано 29 грудня 2016 у Wayback Machine.] (фр.)
4. 1 2 3 4 5  Race bovine Brune. Сайт "AgroParisTech" http://www.agroparistech.fr. UFR Génétique, élevage et reproduction, France UPRA Sélection. septembre 2007. Архів оригіналу за 22 травня 2017. Процитовано грудень 2016. {{cite web}}: Зовнішнє посилання в |work= (довідка) [Архівовано 22 травня 2017 у Wayback Machine.] (фр.)